# Dita Charanzová

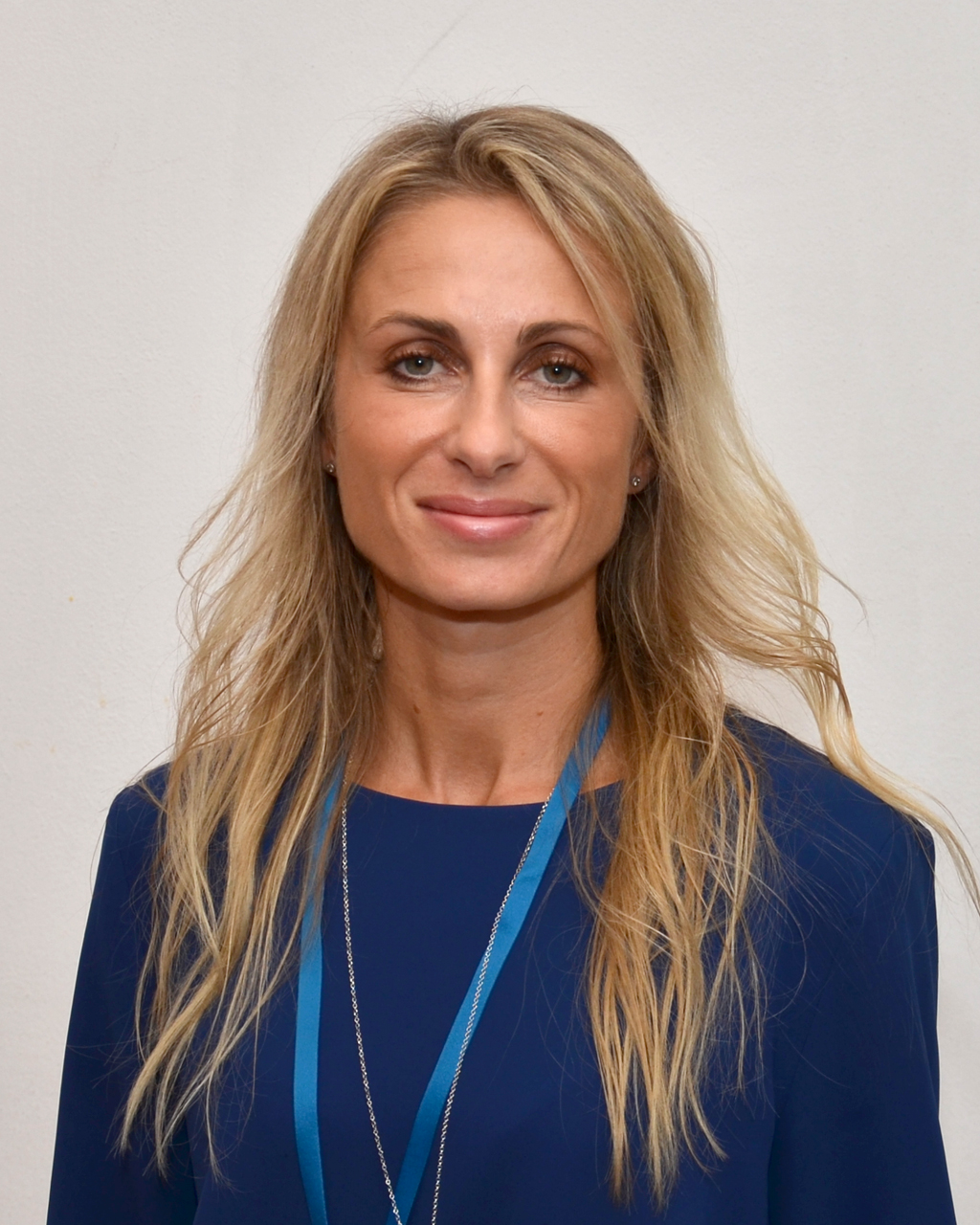
Dita Charanzová (2018)

Dita Charanzová (* 30. April 1975 in Prag) ist eine tschechische Politikerin (bis 2023 ANO 2011). Sie war von 2014 bis Juli 2024 Mitglied des Europäischen Parlaments und ab 2019 dessen Vizepräsidentin.

## Leben
Charanzová absolvierte ein Ingenieurstudium an der Wirtschaftsuniversität Prag und ein Masterstudium an der spanischen Diplomatenschule in Madrid. An der Wirtschaftsuniversität Prag promovierte sie 2001 zum Ph.D. Sie war 2000–01 OSZE-Wahlbeobachterin im Kosovo und Junior Expert beim EU-Programm PHARE. 
Charanzová trat 2001 als Diplomatin in den Dienst des Außenministeriums der Tschechischen Republik. Von 2005 bis 2009 leitete sie die Abteilung für Handels- und Entwicklungspolitik in der tschechischen EU-Vertretung in Brüssel. Von 2012 bis 2014 war sie Leiterin des Sendestudios MediaBox zur Übertragung von Tagungen der Parlamentarischen Versammlung des Europarats in Straßburg.
Für die Partei ANO 2011 wurde Charanzová bei der Europawahl 2014 ins Europäische Parlament gewählt. Dort gehört sie der liberalen Fraktion (ALDE bzw. Renew Europe) an. Sie ist Mitglied im Ausschuss für Binnenmarkt und Verbraucherschutz, von 2017 bis 2019 als stellvertretende Vorsitzende. Von 2014 bis 2019 war sie außerdem Delegierte für die Beziehungen zu den Ländern des Mercosur, in der Parlamentarischen Versammlung Europa-Lateinamerika und im Parlamentarischen Ausschuss CARIFORUM-EU. Seit 2019 ist sie Delegierte für die Beziehungen zu den Vereinigten Staaten. Am 2. Juli 2019 wählte das Europäische Parlament Charanzová zu einer seiner 14 Vizepräsidenten. Im November 2023 trat sie aus ANO 2011 aus.